# Corona-Expertenrat der Bundesregierung
Bundeskanzler Olaf Scholz ernannte am 10. Dezember 2021 die Mitglieder eines neuen Corona-Expertenrats zur Bekämpfung der COVID-19-Pandemie in Deutschland. Das Gremium trat am 4. April 2023 letztmalig zusammen und wurde nach insgesamt 33 Sitzungen aufgelöst. Fast alle Entscheidungen, die in Deutschland nach dem 14. Dezember 2021 getroffen wurden, gingen auf die Empfehlungen und Vorschläge des Corona-Expertenrates zurück. Im März 2024 trat der Expertenrat Gesundheit und Resilienz die Nachfolge an.
Die Protokolle wurden nach einer Klage im Juni 2023 mit Schwärzungen veröffentlicht, zu ihrer Aufhebung und zur Veröffentlichung aller Protokolle wurde erneut Klage erhoben.

## Mitglieder
Das wissenschaftliche Expertengremium der Bundesregierung setzte sich aus 19 Mitgliedern zusammen:
- Vorsitzender: Heyo K. Kroemer, Vorstandsvorsitzender der Berliner Charité
- Stellvertretende Vorsitzende: Melanie Brinkmann, Professorin für Virologie an der Technischen Universität Braunschweig
- Reinhard Berner, Direktor der Klinik und Poliklinik für Kinder- und Jugendmedizin am Universitätsklinikum Carl Gustav Carus Dresden
- Cornelia Betsch, Professorin für Gesundheitskommunikation an der Universität Erfurt
- Alena Buyx, Vorsitzende des Deutschen Ethikrats
- Jörg Dötsch, Präsident der Deutschen Gesellschaft für Kinder- und Jugendmedizin
- Christian Drosten, Leiter des Instituts für Virologie der Charité – Universitätsmedizin Berlin
- Christine Falk, Präsidentin der Deutschen Gesellschaft für Immunologie
- Ralph Hertwig, Psychologe und Direktor des Forschungsbereichs Adaptive Rationalität am Max-Planck-Institut für Bildungsforschung in Berlin
- Lars Kaderali, Institut für Bioinformatik Universitätsmedizin Greifswald
- Christian Karagiannidis, Präsident der Deutschen Gesellschaft für Internistische Intensivmedizin und Notfallmedizin
- Thomas Mertens, Vorsitzender der Ständigen Impfkommission (STIKO)
- Michael Meyer-Hermann, Leiter der Abteilung System-Immunologie am Helmholtz-Zentrum für Infektionsforschung
- Johannes Nießen, bis Ende März 2024 Leiter des Gesundheitsamts Köln; seit Oktober 2023 kommissarisch Leiter der Bundeszentrale für gesundheitliche Aufklärung (BZgA)
- Viola Priesemann, Physikerin am Max-Planck-Institut für Dynamik und Selbstorganisation
- Leif Erik Sander, Leiter der Forschungsgruppe Infektionsimmunologie und Impfstoffforschung der Charité[5]
- Stefan Sternberg, Landrat des Landkreises Ludwigslust-Parchim
- Hendrik Streeck, Direktor des Institutes für Virologie und HIV-Forschung an der Medizinischen Fakultät der Rheinischen Friedrich-Wilhelms-Universität Bonn
- Lothar H. Wieler, Präsident des Robert Koch-Instituts (RKI) bis April 2023

## Aufgabe
Laut Gesundheitsminister Karl Lauterbach sollte die Bundesregierung die Pandemiebekämpfung stärker auf wissenschaftliche Expertise stützen. Es sei wichtig, sich von einem möglichst breiten Expertengremium beraten zu lassen. Für Lauterbach sollte nach eigener Aussage die enge Zusammenarbeit mit diesen Wissenschaftlern Grundlage seiner Politik sein. Das Gremium trat erstmals virtuell am 14. Dezember 2021 zusammen und sollte weiter im Wochenabstand tagen. Der Vorsitzende des Expertenrates, Heyo K. Kroemer, brachte im April 2022 ins Spiel, einen Expertenrat in Deutschland dauerhaft zu institutionalisieren und dafür hauptamtlich Tätige einzusetzen. „Es ist besser, solche Werkzeuge parat zu haben, bevor die Notfälle eingetreten sind“, so Kroemer im Spiegel.
Bundeskanzler Olaf Scholz äußerte anlässlich der Berufung des Expertenrates: „In Gesundheitsnotlagen muss die Politik weitreichende und schnelle Entscheidungen bei in der Regel begrenztem und sich ständig änderndem Wissensstand treffen. Angesichts dessen kommt der Vorbereitung und Begleitung politischer Entscheidungen durch Wissenschaftlerinnen und Wissenschaftler eine große Bedeutung zu. Auf diese Weise können die verschiedenen Aspekte – insbesondere aber auch die Folgen – von Entscheidungen besser beleuchtet und in die Abwägung einbezogen werden. Zugleich sorgen wir damit für mehr Akzeptanz und Transparenz“.

## Weitere Expertenräte im In- und Ausland
Über ein Jahr zuvor, im November 2020, hatte der gewählte, aber damals noch nicht amtierende US-Präsident Joe Biden in den USA einen Corona-Expertenrat ernannt, der aus zwölf Wissenschaftlern und Gesundheitsexperten bestand. Der Expertenrat (COVID-19 Advisory Board) bekam eine Dreierspitze aus Vivek Murthy, David A. Kessler und Marcella Nunez-Smith. Murthy war von 2014 bis 2017 oberster Gesundheitsbeamter der US-Regierung, Kessler, Chief Science Officer, leitete früher die Lebens- und Arzneimittelbehörde Food and Drug Administration (FDA) und Nunez-Smith ist Professorin an der Yale University, wo sie unter anderem zur Gesundheitsförderung von marginalisierten Bevölkerungsgruppen forscht. Das Gremium wurde nach der Vereidigung Bidens am 20. Januar 2021 aufgelöst und ging in dem White House COVID-19 Response Team auf.
Am 6. November 2020 setzte der polnische Premierminister Mateusz Morawiecki einen Corona-Beratungsausschuss ein, der aus 17 Teilnehmern bestand. Am 14. Januar 2022 traten 13 Mitglieder dieses Beratungsausschusses, allesamt Hochschullehrer, zurück, weil ihre Empfehlungen in der Corona-Krise von der polnischen Regierung nicht ausreichend berücksichtigt worden seien. Die medizinischen Berater warfen der Regierung vor, zunehmend das Verhalten von Teilen der Gesellschaft zu tolerieren, welche die von Covid-19 ausgehende Bedrohung und die Bedeutung der Impfung zur Bekämpfung der Pandemie leugnen. Auch Regierungsmitglieder und weitere hochrangige Mitarbeiter hätten die Risiken einer Corona-Infektion geleugnet.
Im April 2020 hatte die Landesregierung von Nordrhein-Westfalen einen Expertenrat berufen. Dem ehrenamtlich tätigen Gremium gehörten unter anderem der ehemalige Verfassungsrichter Udo Di Fabio, der Markt- und Medienforscher Stephan Grünewald, Michael Hüther vom Institut der Deutschen Wirtschaft in Köln, Claudia Nemat, Vorstandsmitglied der deutschen Telekom sowie der Virologe Hendrik Streeck und die Professorin für Ethik und Theorie der Medizin, Christiane Woopen, an. Nach 15 Monaten Digitalsitzungen wurde das Gremium aufgelöst und traf sich am 24. Juni 2021 zu seiner letzten Sitzung. Dieses 17. Treffen fand erstmals in Präsenz statt.

## Protokolle und Schwärzungen
Der Facharzt für Allgemeinmedizin Christian Haffner klagte im Juni 2022 in Berlin gegen das Bundeskanzleramt und den Expertenrat auf Freigabe der Protokolle; er berief sich dabei auf das Informationsfreiheitsgesetz.  Nach der Verfügung des Gerichts vom 13. März 2023, wurden 25 von 33 Ergebnisprotokollen Anfang Juni 2023 veröffentlicht, waren jedoch teilweise geschwärzt. Die Ablehnung der Veröffentlichung war zunächst damit begründet worden, dass der Rat von der Öffentlichkeit haftbar gemacht werden könnte. Haffner hatte dies als zutreffend charakterisiert: „Die Mitglieder des Corona-Expertenrates müssen für ihre Aussagen gerade stehen.“
Haffner klagte danach weiter, auf Aufhebung der Schwärzungen und vollständige Freigabe aller Protokolle. Kurz vor dem Gerichtstermin am 13. Mai 2024 übersandte das Bundeskanzleramt Haffner ein Exemplar mit weniger Schwärzungen und sämtlichen 33 Protokollen, in der Annahme, damit erübrige sich die Klage. Der „Köder“, so Haffner, sei das Angebot gewesen, die Kosten für das Verfahren zu übernehmen. Haffner kommentierte: „Ich bin nicht käuflich. Und ich weiche sicher nicht zurück. Wir wollen Transparenz schaffen. Notfalls gehen wir in die nächste Instanz.“ In einem Schreiben des Bundeskanzleramtes an das Berliner Verwaltungsgericht (Geschäftszeichen: 123 – 029 08 – Ju 2023 – NA 001 Berlin, 12. Juni 2023) werden die Schwärzungen ausführlich begründet.
Am Montag, den 13. Mai 2024, dem Tag des Gerichtstermins, berichtete der kontroverse Autor Philippe Debionne in der Schwäbischen Zeitung, die Bundesregierung und ihre Anwälte wollten unter allen Umständen verhindern, dass die Protokolle des Corona-Expertenrates komplett ungeschwärzt veröffentlicht werden. Der Richter habe drei Arten von Schwärzungen unterschieden: solche aus außenpolitischen Rücksichten hinsichtlich Chinas und der Ukraine, andere aus Rücksicht auf „Leib und Leben“ von Experten und Gästen und weitere aus Rücksicht auf Pharmahersteller und Bezugsquellen. Letztere Schwärzungen sollen aufgehoben werden, die der Experten nur mit ihrer Zustimmung, die ersteren hielt das Gericht nach erster Einschätzung für vertretbar. Der Anwalt des Klägers habe Kompromissvorschläge für Schwärzungen abgelehnt, so Debionne.
Haffner äußerte gegenüber dem Nordkurier, das Urteil des Verwaltungsgerichts Berlin sei weitgehend seiner Forderung nach Aufhebung der Schwärzungen in den Protokollen des Corona-Expertenrates gefolgt. Er werde sich dennoch damit nicht zufriedengeben, da aus seiner Sicht auch wichtig sei, wer die Gäste waren, die gehört wurden; auch die Passage über den Ursprung des Coronavirus und über die Einschätzung zu China sei von öffentlichem Interesse. Daher werden er voraussichtlich in die nächste Instanz gehen.

## Veröffentlichte Stellungnahmen
- Erste Stellungnahme des Expertenrates der Bundesregierung zu COVID-19. Einordnung und Konsequenzen der Omikronwelle. In: bundesregierung.de. 19. Dezember 2021.
- 2. Stellungnahme des Expertenrates der Bundesregierung zu COVID-19. Ergänzende Erkenntnisse zur Omikron-Variante und notwendige Vorbereitungen des Gesundheitssystems auf die kommende Infektionswelle. In: bundesregierung.de. 6. Januar 2022.
- 3. Stellungnahme des ExpertInnenrates der Bundesregierung zu COVID-19. Aktualisierte Beurteilung der Infektionslage und notwendiger Maßnahmen. In: bundesregierung.de. 22. Januar 2022.
- 4. Stellungnahme des ExpertInnenrates der Bundesregierung zu COVID-19. Dringende Maßnahmen für eine verbesserte Datenerhebung und Digitalisierung. In: bundesregierung.de. 22. Januar 2022.
- 5. Stellungnahme des ExpertInnenrates der Bundesregierung zu COVID-19. Zur Notwendigkeit evidenzbasierter Risiko- und Gesundheitskommunikation. 30. Januar 2022
- 6. Stellungnahme des ExpertInnenrates der Bundesregierung zu COVID-19. Ein verantwortungsvoller Weg der Öffnungen. 13. Februar 2022
- 7. Stellungnahme des ExpertInnenrates der Bundesregierung zu COVID-19. Zur Notwendigkeit einer prioritären Berücksichtigung des Kindeswohls in der Pandemie. 17. Februar 2022
- 8. Stellungnahme des ExpertInnenrates der Bundesregierung zu COVID-19. Die Notwendigkeit kurzer Reaktionszeiten zur Bekämpfung infektiöser Gefahren. 8. März 2022
- 9. Stellungnahme des ExpertInnenrates der Bundesregierung zu COVID-19. Erforschung von Long/Post-COVID und klinische Versorgung Betroffener verbunden mit der notwendigen Aufklärung und Kommunikation. 15. Mai 2022
- 10. Stellungnahme des ExpertInnenrates der Bundesregierung zu COVID-19. Zur Notwendigkeit des Infektionsschutzes für pflegebedürftige Menschen in Pflegeeinrichtungen. 24. Mai 2022
- 11. Stellungnahme des ExpertInnenrates der Bundesregierung zu COVID-19. Pandemievorbereitung auf Herbst/Winter 2022/23. 8. Juni 2022
- 12. Stellungnahme des ExpertInnenrates der Bundesregierung zu COVID-19 Zum Einsatz antiviraler Medikamente gegen COVID-19 vom 30. August 2022